# Bowen Island, British Columbia (ort)
Bowen Island är en ort i Kanada.   Den ligger i Metro Vancouver Regional District och provinsen British Columbia, i den sydvästra delen av landet, 3 600 km väster om huvudstaden Ottawa. Bowen Island ligger 30 meter över havet och antalet invånare är 3 551. Den ligger på ön Bowen Island.
Terrängen runt Bowen Island är varierad. Havet är nära Bowen Island åt nordost. Runt Bowen Island är det tätbefolkat, med 550 invånare per kvadratkilometer.. Närmaste större samhälle är West Vancouver, 12,4 km öster om Bowen Island. 